# Juan Bustos
Juan José Bustos Ramírez (Santiago, 8 de diciembre de 1935-ibidem, 7 de agosto de 2008) fue un penalista, académico y político chileno. Fue diputado desde 1997 y ejerció como Presidente de la Cámara de Diputados de Chile tras ser electo el 13 de marzo de 2008, cargos que desempeñó hasta su fallecimiento.
Bustos como jurista destacó en el ámbito del derecho penal y es autor de diversas publicaciones. Tras el fin de la dictadura cívico-militar, a finales de los años 1980 y principios de los 1990, participó como abogado de las víctimas en diversos juicios contra miembros de la dictadura por violaciones a los derechos humanos, entre los que hay que mencionar el que se siguió contra el director de la DINA Manuel Contreras, por el asesinato del diplomático Orlando Letelier durante su exilio en Estados Unidos, y que terminó con la condena a prisión de Contreras.

## Biografía
Juan Bustos nació en Santiago de Chile, el 8 de diciembre de 1935. En su infancia vivió en el sector de la Plaza Yungay junto a su madre Dorila Ramírez Aristi y su padrastro Manuel Zaragoza. En 1949 ingresó al Instituto Nacional, donde cursó sus estudios secundarios, graduándose en 1954, para luego ingresar a la Facultad de Ciencias Jurídicas y Sociales de la Universidad de Chile.

### Carrera académica
Mientras era estudiante de derecho ya destacó en las diversas áreas de los estudios de derecho, siendo ayudante de profesores como Jaime Eyzaguirre, pero pronto se inclinó por el derecho penal. En 1960 obtuvo el grado de Licenciado en Ciencias Jurídicas y Sociales con una tesis sobre el concurso ideal de delitos. Luego recibió una beca del Instituto de Cultura Hispánica que le permitió viajar a España para obtener un doctorado en Derecho en la Universidad Complutense de Madrid. En 1962 una nueva beca le permitió trasladarse a Alemania donde defendió en 1965 una nueva tesis doctoral en derecho, esta vez sobre el delito culposo, en la Universidad de Bonn bajo la dirección de Hans Welzel. Su tesis alemana fue publicada en Chile con el nombre de "Culpa y finalidad".
Al volver a Chile, se incorpora como investigador al Seminario de Derecho Penal de la Facultad de Ciencias Jurídicas y Sociales de la Universidad de Chile que entonces dirigía Álvaro Bunster. En 1966 se incorporó al cuerpo de profesores en la sede de derecho que mantenía la Universidad de Chile en Valparaíso. En 1968 pasa a formar parte del claustro de profesores de la sede santiaguina de la facultad de derecho de la Universidad de Chile.
Simultáneamente asumió responsabilidades políticas en el Partido Socialista de Chile, en el que militaba desde 1955, convirtiéndose primero en Secretario Político de la Primera Comuna del Regional Centro de este partido entre 1968 y 1970, y posteriormente en Secretario Político del Regional Centro. Además, fue asesor jurídico del Ministerio del Interior durante el gobierno de Salvador Allende.
Tras el golpe de Estado de 1973, Bustos debió huir de la dictadura a Argentina, donde sería detenido en octubre de 1975 en el marco de la Operación Cóndor. Bustos fue recluido seis meses antes de ser liberado gracias a las gestiones de autoridades alemanas, para luego partir al exilio. En la Alemania Occidental, Bustos se incorporó a la Universidad de Bonn, donde dictó clases de Derecho penal. En 1982 migraría a España, donde ejercería como profesor adjunto de la misma área, en la Universidad Autónoma de Barcelona. En España, Bustos realizó publicaciones sobre Derecho penal español y fue ministro(?) suplente de la Audiencia(?) de Barcelona entre 1986 y 1987.
En 1989, Bustos logró retornar a su país tras ser eliminado de las listas de exclusión establecidas por el gobierno militar. Luego de ejercer como académico en la Universidad Diego Portales y la Universidad Nacional Andrés Bello, logró reincorporarse a la Universidad de Chile. En 1995 además fue director del doctorado en Derecho y Economía de la Universidad Internacional SEK Chile.
En su desarrollo como académico, se destacó en el estudio y ejercicio de las Ciencias Penales, siendo su Tratado de derecho penal (Parte Especial), escrito junto a Sergio Politoff y Francisco Grisolía, uno de los máximos referentes en Chile, Latinoamérica y Europa sobre la materia. Junto a Sergio Yáñez, fue el traductor al español de la obra de Hans Welzel, Derecho penal alemán. Sin embargo, pronto se distanciaría de la teoría final de la acción propuesta por Welzel y expondría sus propias tesis que quedaron plasmadas en los trabajos escritos con la colaboración del Catedrático de Derecho Penal de la Universidad de Gerona Hernán Hormazábal Malarée, Nuevo Sistema de Derecho Penal y Lecciones de Derecho Penal, ambos editados en Madrid por la editorial Trotta.

### Carrera política

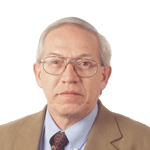
Fotografía oficial de Bustos para el Congreso de Chile.

Aunque previamente había participado en actividades de carácter político, sería durante la época de la Transición a la democracia donde tendría más desarrollo. Su carrera se vería beneficiada tras ejercer como abogado de la familia del diplomático Orlando Letelier en el juicio contra el General (R) Manuel Contreras, uno de los más importantes de los primeros años tras el fin de la dictadura. En su alegato ante la Corte Suprema, Bustos presentó su teoría de la participación y de la autoría mediata de Contreras y otros miembros de la Dirección de Inteligencia Nacional en el atentado contra el diplomático en Washington D. C., en 1976. Contreras, uno de los militares de mayor influencia durante la dictadura militar, fue encontrado culpable y condenado en 1993 a presidio por siete años. Bustos participó en varios juicios contra militares por violaciones a los derechos humanos, incluyendo causas como la de Jaime Aldonay.

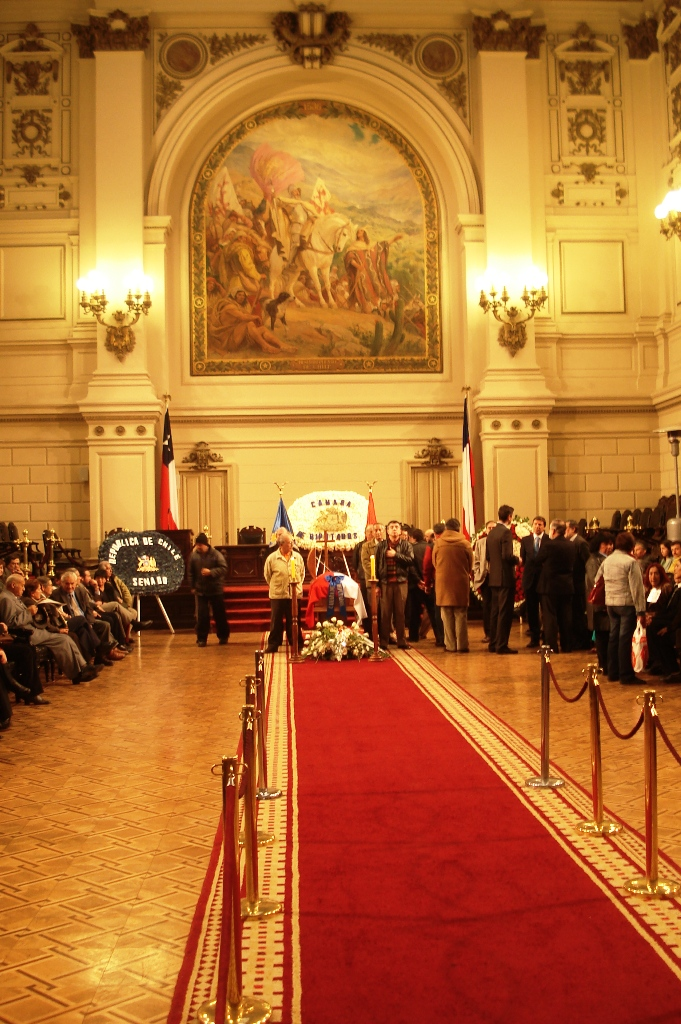
Funeral de Juan Bustos en el Salón de Honor del antiguo edificio del Congreso Nacional de Chile.

En 1996 fue designado como abogado integrante de la Corte de Apelaciones de San Miguel y al año siguiente sería presentado como candidato a diputado representando al distrito N.°12, comprendido por las comunas de Limache, Olmué, Quilpué y Villa Alemana, pertenecientes a la V Región de Valparaíso. Fue elegido con un 27,6% de los votos, y sería posteriormente reelecto en las elecciones de 2001 y 2005.
En su labor como diputado, Juan Bustos participó en diversas comisiones. Durante sus tres períodos fue integrante de la comisión permanente de Constitución, Legislación y Justicia, presidiéndola durante parte de su segundo periodo. En ese mismo periodo fue parte de la comisión de Familia y de la Comisión Especial sobre Seguridad Ciudadana. En su tercer y último periodo, fue parte de la comisión especial de Libertad de Expresión y Medios de Comunicación.
A nivel partidista, fue miembro de la Comisión Política del Partido Socialista entre 1997 y 1998, vicepresidente de la colectividad entre 2001 y 2003 y luego miembro del Comité Central.
El 13 de marzo de 2008, fue elegido como Presidente de la Cámara de Diputados de Chile con 100 votos de un total de 107 diputados presentes. La elección de Bustos se logró tras un acuerdo entre la oficialista Concertación de Partidos por la Democracia y la Alianza por Chile, el principal bloque opositor.

### Muerte
Falleció tras una larga agonía, el 7 de agosto de 2008 a las 10:47, víctima de las complicaciones derivadas de un cáncer hepático. El gobierno decretó tres días de duelo nacional. De esta manera, Bustos se convirtió en el primer presidente de la Cámara Baja en fallecer durante el ejercicio de este cargo, el cual fue asumido de forma subrogante por Guillermo Ceroni y definitiva por Francisco Encina. En el puesto vacante que dejó el fallecimiento de Juan Bustos por el distrito 12, asumió Marcelo Schilling como diputado, al ser elegido por la directiva del Partido Socialista de Chile.

## Historial electoral

### Elecciones parlamentarias de 1997
- Elecciones parlamentarias de 1997 a Diputado por el Distrito 12 (Limache, Olmué, Quilpué y Villa Alemana) [8]

### Elecciones parlamentarias de 2001
- Elecciones parlamentarias de 2001 a Diputado por el Distrito 12 (Limache, Olmué, Quilpué y Villa Alemana) [9]

### Elecciones parlamentarias de 2005
- Elecciones parlamentarias de 2005 a Diputado por el Distrito 12 (Limache, Olmué, Quilpué y Villa Alemana) [10]

## Obras
- Derecho Penal Chileno: Delitos Contra la Vida y Salud. Editorial Jurídica de Chile, Santiago (Coautor junto a Grisolía y Politoff).
- Derecho Penal Español, Parte General. Editorial Ariel, Barcelona.
- Derecho Penal Español, Parte Especial. Editorial Ariel, Barcelona.
- Lecciones de Derecho Penal, Parte General. Editorial Trotta, Madrid, 2006. (Coautor junto a Hernán Hormazábal Malarée).
- Nuevo Sistema de Derecho Penal. Editorial Trotta, Madrid, 2004. (Coautor junto a Hernán Hormazábal Malarée).
- El Delito Culposo. Editorial Jurídica de Chile, Santiago.